# Episodi di Private Eyes (quarta stagione)
La quarta stagione della serie televisiva Private Eyes, composta da 12 episodi, è stata trasmessa in prima visione in Canada da Global dal 2 novembre 2020 al 5 febbraio 2021.
In Italia la stagione è trasmessa in prima visione da Fox dal 26 febbraio al 30 aprile 2021.
| n° | Titolo originale            | Titolo italiano         | Prima TV Canada  | Prima TV Italia  |
| -- | --------------------------- | ----------------------- | ---------------- | ---------------- |
| 1  | Family Plot                 | Complotto di famiglia   | 2 novembre 2020  | 26 febbraio 2021 |
| 2  | Gumbo for Hire              | Rapina a mano armata    | 9 novembre 2020  | 26 febbraio 2021 |
| 3  | The P.I. Vanishes           | La donna misteriosa     | 16 novembre 2020 | 5 marzo 2021     |
| 4  | The Proof is Out There      | Alieni e diamanti       | 23 novembre 2020 | 12 marzo 2021    |
| 5  | All's Fair in Love and Amor | In amore tutto è lecito | 30 novembre 2020 | 19 marzo 2021    |
| 6  | Tappa Kegga Daily           | Vita da confraternita   | 7 dicembre 2020  | 26 marzo 2021    |
| 7  | Under Par-essure            | Sotto pressione         | 14 dicembre 2020 | 2 aprile 2021    |
| 8  | Blueprint for Murder        | Progetto per omicidio   | 7 gennaio 2021   | 9 aprile 2021    |
| 9  | A Star Is Torn              | Una stella è lacerata   | 14 gennaio 2021  | 16 aprile 2021   |
| 10 | Smoke Gets in Your Eyes     | Fumo negli occhi        | 21 gennaio 2021  | 23 aprile 2021   |
| 11 | The Perfect Storm           | La tempesta perfetta    | 28 gennaio 2021  | 30 aprile 2021   |
| 12 | Drop Dead Carny             | Delitto al Luna Park    | 4 febbraio 2021  | 30 aprile 2021   |

## Complotto di famiglia
- Titolo originale: Family Plot
- Diretto da: Shawn Piller
- Scritto da: James Thorpe

### Trama
Matt è frastornato dall'arrivo di Sabrina, una ragazza che dice di essere sua figlia. Angie, all'insaputa di Matt, avvia delle ricerche per capire se la ragazza dice la verità, così richiede il test del DNA e rintraccia Lauren, la madre della ragazza. Intanto alla Everett e Shade arriva una donna che ha bisogno di aiuto con il suo ricco datore di lavoro. L'uomo è malato, è presidente di una azienda importante e ha alte aspettative dai suoi figli. Nell'ultimo periodo subisce degli incidenti che alla sua infermiera sembrano molto strani per questo si rivolge a Matt e Angie. I due iniziano subito le indagini e cercano di capire se davvero c'è qualcuno dietro gli incidenti e il motivo per cui lo stia facendo. Intanto Matt riceve l'esito del test del DNA: Sabrina non è sua figlia.

## Rapina a mano armata
- Titolo originale: Gumbo for Hire
- Diretto da: Samir Rehem
- Scritto da: Alexandra Zarowny

### Trama
Durante il Festival del cibo da strada, Don viene accusato di rapina in un negozio. Mentre la polizia lo trattiene e lo interroga perché tutto sembra essere contro di lui, Matt e Angie cercano di scagionarlo.

## La donna misteriosa
- Titolo originale: The P.I. Vanishes
- Diretto da: Cindy Sampson
- Scritto da: Katrina Saville

### Trama
Mentre Angie è in treno per raggiungere Tex e trascorrere un weekend insieme, viene rapita. Matt e Tex indagano seguendo le sue tracce mentre Danica e Zoe, con l'aiuto di Kate e Nora, cercano informazioni per aiutare Matt e Tex nelle indagini.

## Alieni e Diamanti
- Titolo originale: The Proof is Out There
- Diretto da: Samir Rehem
- Scritto da: Michelle Ricci

### Trama
Un uomo chiede aiuto a Angie e Matt perché sua moglie si comporta in modo strano. Iniziano subito a indagare e scoprono che la donna è iscritta a uno strano sito e in poche ore ha inspiegabilmente svuotato il suo ufficio.

## In amore tutto è lecito
- Titolo originale: All's Fair in Love and Amor
- Diretto da: Shawn Piller
- Scritto da: Marcus Robinson

### Trama
Angie e Matt vengono contattati da un'attrice di soap opera messicana che subisce "minacce" di morte. Chi la minaccia mette in pratica quello che è successo nella soap. Matt e Angie indagano addentrandosi in quel mondo in cui si vive tra finzione e realtà.

## Vita da confraternita
- Titolo originale: Tappa Kegga Daily
- Diretto da: Shawn Piller
- Scritto da: Melody Fox

### Trama
Emily chiede aiuto a Angie e Matt perché ha rubato il ritratto del rettore dal suo ufficio. L'ha fatto perché era una delle prove da superare per poter entrare a far parte di una confraternita al college. Dopo averlo preso e mostrato alla ragazza della confraternita, avrebbe dovuto rimetterlo a posto, ma qualcuno l'ha rubato dal suo zaino. Mentre Matt e Angie indagano aiutati da Becca, Liam e Jules, viene sottratto dalla biblioteca del campus il primo numero di un fumetto che vale 2 milioni di dollari. Matt e Angie dovranno scoprire chi è stato per scagionare Emily.

## Sotto pressione
- Titolo originale: Under Par-essure
- Diretto da: Jason Priestley
- Scritto da: Aaron Bala e Sydney Rae Calvert

### Trama
Durante un torneo di golf per beneficenza, Anna, un astro nascente del golf, viene presa di mira da uno stalker. Matt si trova lì per partecipare e Anna è nella sua squadra. Angie è lì come sua ospite e così può iniziare a indagare. I sospetti cadono subito sulla sua rivale, ma non sarà tutto così scontato.

## Progetto per omicidio
- Titolo originale: Blueprint for Murder
- Diretto da: Katrina Saville
- Scritto da: Melody Fox e Michelle Ricci

### Trama
Una ragazza assume Angie e Matt perché crede di aver assistito a un omicidio e vuole scoprire la verità. Willow segue Matt e Angie nelle indagini sul campo per fare un po' di esperienza visto che girerà un film in cui interpreterà una investigatrice privata. Matt e Angie, dopo aver scoperto del sangue sulla scena del crimine, coinvolgono anche Danica per accelerare le indagini e scoprire se è stato davvero commesso un omicidio e chi è la vittima.

## Una stella è lacerata
- Titolo originale: A Star Is Torn
- Diretto da: James Genn
- Scritto da: Keith Hodder (soggetto); Marcus Robinson (sceneggiatura)

### Trama
Ben, un attore famoso chiede aiuto a Matt e Angie perché qualcuno gli ha rubato il suo preziosissimo orologio. Mentre Matt e Angie si organizzano per mettere in atto il loro piano, Ben riceve la richiesta di riscatto per poter riavere il suo adorato orologio. Angie capisce che c'è molto di più dietro e che non è solo una questione di soldi e cercheranno di dimostrarlo.

## Fumo negli occhi
- Titolo originale: Smoke Gets in Your Eyes
- Diretto da: James Genn
- Scritto da: Caitlin D. Fryers

### Trama
Un incendio devasta un noto jazz club della città e Charlie, il proprietario del locale scompare. La figlia di Charlie ingaggia Angie e Matt per ritrovarlo e far emergere la verità.

## La tempesta perfetta
- Titolo originale: The Perfect Storm
- Diretto da: Winnifred Jong
- Scritto da: James Thorpe

### Trama
Mentre sono in una villa su un'isola per il matrimonio di Danica e Kate, Matt Angie e Zoe si trovano coinvolti in una serie di stranezze. Un pilota effettua un atterraggio nelle vicinanze della villa, i fili della corrente vengono tagliati, il generatore sabotato e la barca che fa da navetta esplode. I ragazzi con l'aiuto di Danica e Kate riusciranno a risolvere il mistero.

## Delitto al Luna Park
- Titolo originale: Drop Dead Carny
- Diretto da: Jason Priestley
- Scritto da: Alexandra Zarowny

### Trama
Mentre si trovano al luna park, Angie e Matt si imbattono nel cadavere di un uomo. Per riuscire a risolvere il caso dovranno immergersi nel mondo del luna park mettendo le loro vite in pericolo. 